# Jan Stawisiński
Jan Stawisiński (ur. 29 czerwca 1960 w Sławnie, zm. 25 stycznia 1982 w Katowicach-Ochojcu) – górnik katowickiej Kopalni Węgla Kamiennego „Wujek”, ofiara pacyfikacji kopalni 16 grudnia 1981.

## Życiorys

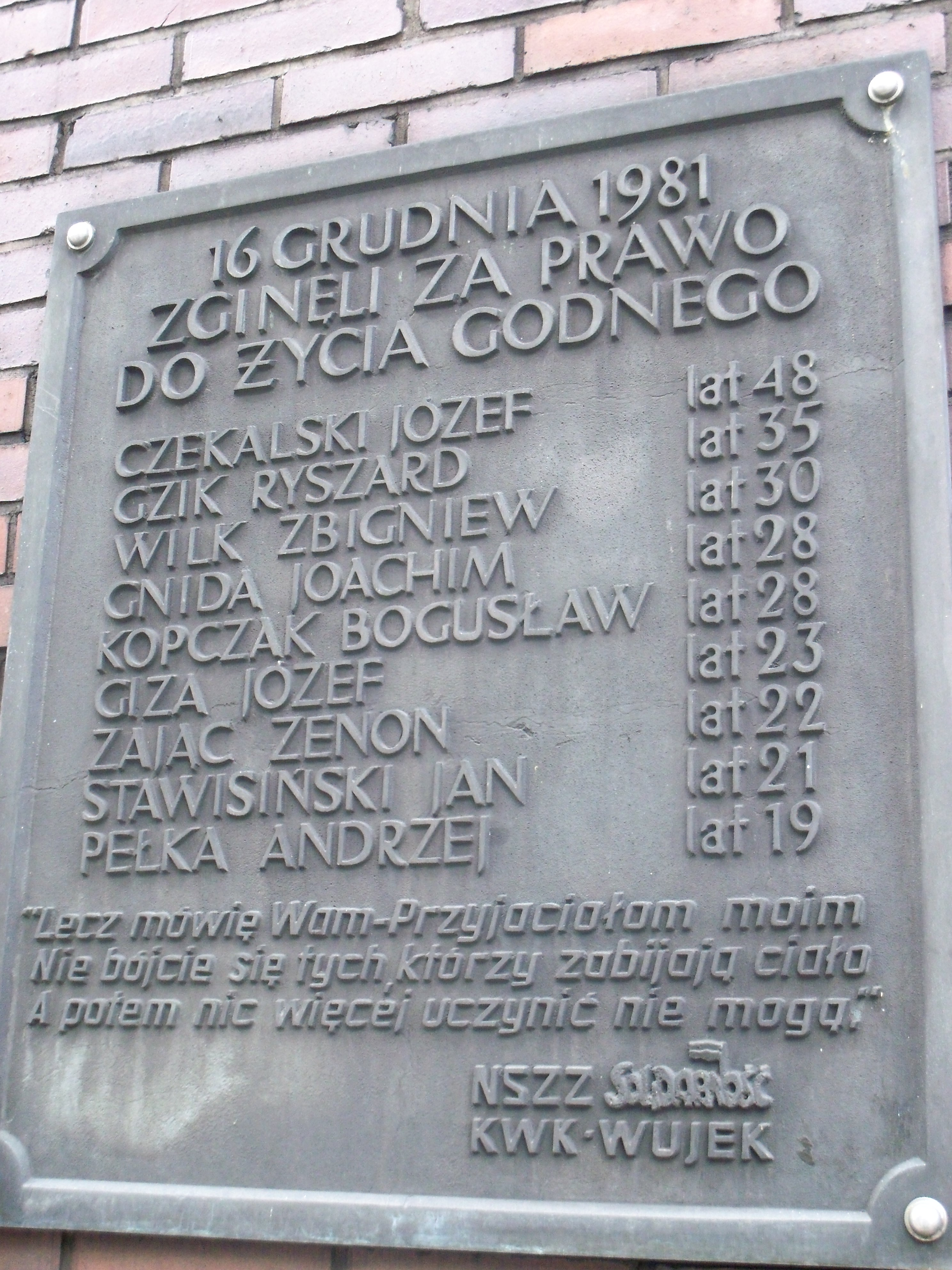
Tablica upamiętniająca ofiary pacyfikacji kopalni „Wujek”

W 1978 roku ukończył Zasadniczą Szkołę Telekomunikacyjną w Koszalinie zdobywając zawód elektromontera, a w latach 1978-1979 uczęszczał do Technikum Elektrycznego w Koszalinie. W Koszalinie był ratownikiem. Do pracy na Śląsk przyjechał w 1979 za namową kolegi. Od 25 września 1979 pracował jako górnik w Kopalni Węgla Kamiennego „Wujek”. Był bezpartyjny i należał do NSZZ „Solidarność”.  W grudniu 1981 r. brał udział w strajku. W trakcie pacyfikacji kopalni przez oddziały ZOMO, 16 grudnia 1981 r. doznał rany postrzałowej głowy. Ranny najpierw został zawieziony do szpitala w Szopienicach, a następnie po interwencji matki - Janiny Stawisińskiej, przewieziono go do Centralnego Szpitala Górniczego w Ochojcu. Matka Jana, Janina Stawisińska, na wieść o pacyfikacji przyjechała do Katowic szukać syna. Odnalazła go po kilku dniach w szpitalu w Ochojcu. By być blisko niego, zatrudniła się w tym szpitalu jako salowa. Zmarł 25 stycznia 1982, nie odzyskując przytomności. Został pochowany 29 stycznia w Koszalinie. W pogrzebie uczestniczyło około 170 osób. Miał dwie siostry, był kawalerem.
Gdy przystąpiono do rozliczania tragedii w kopalni Wujek, Janina Stawisińska przez 25 lat, do śmierci, jeździła z Koszalina do Katowic i Warszawy na wszystkie rozprawy i walczyła o prawdę w sprawie „Wujka”.
Odznaczony Złotym Krzyżem Zasługi z Mieczami (przez Prezydenta RP na Uchodźstwie, 1990),  Krzyżem Kawalerskim Orderu Odrodzenia Polski (1992), Krzyżem Wolności i Solidarności (2015)
.